# León es así

León es así Magazine es un programa televisivo de CyL8 presentado por Dani Alfageme, Emma Rosa Posada y Miguel Ángel Pérez Lamas, en el que se aborda el día a día de la provincia leonesa.
Los telespectadores forman parte del programa siendo protagonistas activos en muchos reportajes y entrevistas.
En el mes de marzo del 2011 cumplieron los 500 programas.